# 寬體安迪麗魚
寬體安迪麗魚又名寬體寶麗魚，為輻鰭魚綱䲁形目麗魚科安迪麗魚屬的其中一種，分布於南美洲哥倫比亞Magdalena、Atrato、Sinú及San Juan河流域，體長可達17公分，棲息在溪流、沼澤中底層水域，生活習性不明，可作為觀賞魚。